# Irena Szewińska
Irena Szewińska, rođena Kirszenstein (24. svibnja 1946., Lenjingrad, SSSR, danas Sankt Peterburg, Rusija – 29. lipnja 2018., Varšava), poljska atletičarka i najveća poljska sportašica svih vremena.

## Dostignuća
Najtrofejnija je atletičarka u povijesti Olimpijskih igara, gdje je sudjelujući na njih pet (1964. do 1980.), osvojila sedam olimpijskih medalja, od toga tri zlatne, na četirima Olimpijskim igrama zaredom 1964. – 1976.), što – do tada – nikome u atletici nije uspjelo, i stoga ju se s pravom smatra jednom od najvećih atletičarki svih vremena.
Karijera joj je zaista impresivna: tri zlatne, dvije srebrne i dvije brončane olimpijske medalje kao i pet zlatnih jedna srebrna i četiri brončane medalja s Europskih prvenstava (Svjetskih prvenstava tada još nije bilo), a ostala međunarodna natjecanja nižeg ranga ne treba ni spominati, jer bi tada tablica njenih medalja bila preogromna. Ona je bila i višestruka svjetska rekorderka, na 100 m (1965. s 11,1 sec izjednačila svjetski rekord), te svjetska rekorderka na 200 i 400 m. Sveukupno je šest puta bila svjetska rekorderka, te jedina osoba u atletici koja je istovremeno držala svjetske rekorde na 100, 200 i 400 m.
Nadalje, ima 38 uzastopnih pobjeda na 200 m (od 1973. do 1975.), te 36 uzastopnih pobjeda na 400 m (od 1973. do 1978.), što je nezabilježeno i nedostignuto u povijesti atletike.

## Olimpijski uspjesi
Na Olimpijskim igrama u Tokiju, 1964. mlada, 18-godišnja poljska Židovka Irena Kirszenstein, kao članica poljske štafete 4 x 100 m osvaja zlatnu olimpijsku medalju, s novim svjetskim rekordom 43,6 sec (tada se vrijeme ručno mjerilo), a na 200 m i u skoku u dalj osvaja srebrne medalje.
Četiri godine kasnije, na Olimpijskim igrama u Mexico Cityiu Irena Kirszenstein, sada Szewińska, osvaja brončanu medalju na 100 m, a kao svjetska rekorderka na 200 m (iz 1965.), pobjeđuje u toj disciplini, popravljajući pritom rezultatom 22,5 sec svoj svjetski rekord.
Nakon kratke pauze 1970. godine, zbog rođenja sina, Szewinska osvaja brončanu medalju na 200 m, na Europskom prvenstvu u atletici 1971. godine, a u istoj disciplini medalju istog sjaja osvaja na iduće godine, na Olimpijskim igrama u Münchenu.
1974. godine prebacuje se na 400 m i 22. lipnja te godine postaje prva žena koja svladava tu distancu za manje od 50 sekundi (ručno mjereno: 49,9 sec), da bi 1976., na  Igrama u Montrealu, osvojila zlatnu medalju na 400 m, postavivši pritom novi, elektronski mjereno, svjetski rekord: 49,29 sec.
Kao 34-godišnjakinja nastupa i na Moskovskim igrama, ali dospijeva samo do polufinala na 400 m.

## Europska prvenstva
Na Europskim prvenstvima u atletici, Szewińska osvaja 1966. godine u Budimpešti, tri zlatne medalje: 200 m, skok u dalj i štafeta 4 x 100 m, te srebrnu na 100 m, 1971. u Helsinkiju je treća na 200 m, 1974. u Rimu osvaja zlatne medalje na 100 i 200 m, te broncu u štafeti 4 x 100 m, a nastupe na Europskim prvenstvima zaključuje 1978.u Pragu dvjema brončanim medaljama, na 400 m i u štafeti 4 x 400 m.

## Počasti
Irena Szewińska je proglašena najboljom sportašicom Poljske 1965. godine, a iste godine ju je službena sovjetska novinska agencija TASS proglasila najboljom sportašicom svijeta. Najboljom na svijetu je proglašena i 1966. u anketi "World Sport Magazine", kao i 1974. u anketi magazina "Track & Field News", a i u najcjenjenijoj anketi, onoj UPI-jevoj ("United Press International") proglašena je naboljom sportašicom svijeta te, 1974. godine.
1992. godine uvrštene je u  International Women’s Sports Hall of Fame, a od 2004. godine na čelu je Poljskog atletskog saveza a članica je IAAF-a (Međunarodne atletske federacije) kao i Međunarodnog olimpijskog odbora.

## Osobni rekordi
- 100 m – 11,1 sec (1965., tada svjetski rekord, ručno mjereno),
- 200 m – 22,21 sec (1974., tada svjetski rekord)
- 400 m – 49,29 sec (1976., tada svjetski rekord)
- Štafeta 4 x 100 m – 43,6 sec (1964., tada svjetski rekord, ručno mjereno)